# Bathygadus sulcatus
Bathygadus sulcatus är en fiskart som först beskrevs av Smith och Lewis Radcliffe 1912.  Bathygadus sulcatus ingår i släktet Bathygadus och familjen skolästfiskar. IUCN kategoriserar arten globalt som otillräckligt studerad. Inga underarter finns listade.